# Leiopelma pakeka
Espèce
Statut de conservation UICN

 VU D2 : Vulnérable
Leiopelma pakeka est une espèce d'amphibiens de la famille des Leiopelmatidae.

## Répartition
Cette espèce est endémique de l'île de Maud dans le Marlborough Sounds en Nouvelle-Zélande. Elle a été introduite sur l'île Motuara,.

## Publication originale
- Bell, Daugherty & Hay, 1998 : Leiopelma pakeka, n. sp. (Anura: Leiopelmatidae), a cryptic species of frog from Maud Island, New Zealand, and a reassessment of the conservation status of L. hamiltoni from Stephens Island. Journal of the Royal Society of New Zealand, vol. 28, p. 39-54.